# Cómo cambiar tu mente
Cómo cambiar tu mente: Lo que la nueva ciencia de la psicodelia nos enseña sobre la conciencia, la muerte, la adicción, la depresión y la transcendencia es un ensayo escrito por el escritor y periodista estadounidense Michael Pollan y publicado originalmente en inglés en 2018 por la editorial Penguin Press. La edición en español se publicó el mismo año en Barcelona a través de Editorial Debate. Se posicionó en el primer lugar de la lista de libros más vendidos del New York Times.
Cómo cambiar tu mente narra la larga historia de las drogas psicodélicas, desde su turbulento apogeo en la década de 1960 hasta el movimiento contracultural resultante y la reacción negativa. A través de su cobertura del reciente resurgimiento en este campo de investigación, así como de su propio uso personal de psicodélicos a través de un «cuaderno de viaje mental», Pollan busca iluminar no solo la mecánica de las drogas en sí, sino también el funcionamiento interno de la mente humana y la conciencia.
El libro recibió muchas críticas positivas y se lanzó un miniserie documental en Netflix en 2022.

## Estructura
El libro está organizado en seis capítulos con un epílogo:
- Un renacimiento
- Historia natural: Bemushroomed
- Historia: la primera ola
- Diario de viaje: viaje subterráneo
- La neurociencia: tu cerebro en psicodélicos
- El tratamiento del viaje: psicodélicos en psicoterapia

## Promoción
Pollan ha sido entrevistado sobre el libro en podcasts populares como The Tim Ferriss Show, The Kevin Rose Show y The Joe Rogan Experience.

## Recepción
Cómo cambiar tu mente recibió muchas críticas positivas. En la comunidad virtual de lectores Goodreads, ha obtenido una puntuación de 4,26 basada en 68 001 evaluaciones.
The New York Times Book Review nombró a Cómo cambiar tu mente como uno de los mejores libros de 2018.
Kevin Canfield, del San Francisco Chronicle, escribió: «En Cómo cambiar tu mente, Pollan explora la tortuosa historia de estas sustancias a menudo incomprendidas e informa sobre los ensayos clínicos que sugieren que los psicodélicos pueden ayudar con la depresión, la adicción y la angustia que acompaña a enfermedades terminales. Lo hace con la prosa alegre que ha convertido sus libros anteriores, entre ellos El dilema del omnívoro y Cocinar, la inspiración para sus documentales ganadores de Netflix del mismo nombre, en bestsellers».
Jacob Sullum, de la revista libertaria Reason, le dio al libro una crítica generalmente positiva, pero criticó a Pollan por criticar la autopromoción de Timothy Leary sin culpar a los políticos y periodistas que clausuraron el prometedor estudio científico de los psicodélicos.
Escribiendo en la revista New York, el periodista conservador Andrew Sullivan elogió Cómo cambiar tu mente como «asombroso».
Cómo cambiar tu mente recibió dos críticas positivas de Vox. Ezra Klein lo describió como «uno de los libros más alucinantes que he leído este año». Sean Illing dijo que Pollan «describe lo que es tomar psicodélicos. Pero más allá de eso, también guía al lector a través de la historia de estas drogas y examina las últimas investigaciones sobre su potencial terapéutico. Es un libro extenso que probablemente cambie la forma de pensar no solo sobre las drogas psicodélicas, sino también sobre la mente humana».
Mark Rozzo hizo una reseña de Cómo cambiar tu mente en la revista Columbia. Él escribe que el libro «ofrece un caso adulto convincente del potencial de las drogas que, después de haber sobrevivido a décadas de difamación, ahora parecen estar listas para revolucionar varios campos, desde la salud mental hasta la neurociencia».
Oliver Burkeman escribió sobre el libro en The Guardian: «Cómo cambiar tu mente es la crónica arrolladora y, a menudo, emocionante de Pollan sobre la historia de los psicodélicos, su breve ascendencia moderna y su supresión, su renacimiento y posible futuro, todo entretejido con un diario de viaje autocrítico. de sus propias aventuras cautelosas pero en última instancia transformadoras como un novato psicodélico de mediana edad».
Drew Gwilliams escribió una reseña del libro para la revista científica Chemistry World. Lo llamó «una historia fascinante de las drogas psicodélicas» y dijo que «Pollan aborda el tema con una combinación de curiosidad inteligente y escepticismo, evitando hábilmente los debates controvertidos mientras busca claridad y comprensión».